# Olympische Winterspiele 1924/Skilanglauf – 50 Kilometer (Männer)
Das 50-km-Skilanglaufrennen der Männer bei den Olympischen Winterspielen 1924 war der erste Skilanglaufwettbewerb in der olympischen Geschichte. Dieser wurde am 30. Januar im Stade Olympique de Chamonix ausgetragen.
Bei kalten und windigen Bedingungen ging als erster Starter André Blusset um 8:37 Uhr auf die Strecke. Ihm folgte jede Minute ein weiterer Athlet. Um 9:09 Uhr startete mit Erkki Kämäräinen schließlich der letzte der 33 Athleten. Der Kurs wies einen Höhenunterschied von 820 Metern auf.
Der Finne Anton Collin ging mit Startnummer 3 als Erster dem Favoritenkreis auf die Strecke, eine Minute später folgte ihm der Norweger Johan Grøttumsbråten. Der Topfavorit Thorleif Haug startete mit Startnummer 23 und verfolgte den Finnen Tapani Niku, der 2 Minuten vor ihm gestartet war. Bereits in der Anfangsphase des Rennens war klar, dass Haug dominieren würde. Collin brach einen seiner Skier und musste aufgrund dessen das Rennen beenden. Grøttumsbråten hatte nach 20 km einen Vorsprung von 1:30 Minuten auf Haug, gefolgt von Matti Raivio, Per-Erik Hedlund, Tapani Niku und den beiden anderen Norwegern Jon Mårdalen und Thoralf Strømstad. 10 Kilometer später waren alle vier Norweger vorne. Haug hatte einen Vorsprung von einer Minute auf Grøttumsbraaten, 7 Minuten auf Strømstad und 8 Minuten auf Mårdalen. Niku und Hedlund lagen bereits 15 und 16 Minuten hinter Haug, weshalb beide kurz darauf aufgaben. Strømstad war am Ende des Rennens am schnellsten und überholte Grøttumsbråten. Haug jedoch behielt seinen Vorsprung bis zum Ziel und wurde erster Olympiasieger im Skilanglauf. Auf den Plätzen 1 bis 8 fanden sich ausschließlich Athleten aus Norwegen, Schweden und Finnland wieder. Der norwegische Journalist Finn Amundsen schrieb in der Zeitung Idrætsliv unter der Überschrift „Vi viste verden vinterveien!“ (deutsch: Wir haben der Welt die Winterstraße gezeigt!) einen begeisterten Bericht, der später ein berühmter Slogan im norwegischen Wintersport wurde.

## Ergebnisse
| Rang | #  | Start Ordn.          | Athlet                | Land             | Zwischenzeiten (h) | Zwischenzeiten (h) | Zeit (h) |
| ---- | -- | -------------------- | --------------------- | ---------------- | ------------------ | ------------------ | -------- |
| 1    | 29 | 23                   | Thorleif Haug         | Norwegen         | 1:45:40            | 3:09:29            | 3:44:32  |
| 2    | 42 | 32                   | Thoralf Strømstad     | Norwegen         | 1:52:10            | 3:12:15            | 3:46:23  |
| 3    | 4  | 4                    | Johan Grøttumsbråten  | Norwegen         | 1:44.00            | 3:12:07            | 3:47:46  |
| 4    | 8  | 8                    | Jon Mårdalen          | Norwegen         | 1:51:00            | 3:15:54            | 3:49:48  |
| 5    | 23 | 18                   | Torkel Persson        | Schweden         | 1:55:30            | 3:28:12            | 4:05:59  |
| 6    | 9  | 9                    | Ernst Alm             | Schweden         | 1:51:40            | 3:28:11            | 4:06:31  |
| 7    | 10 | 10                   | Matti Raivio          | Finnland         | 1:50:40            | 3:31:04            | 4:06:50  |
| 8    | 37 | 28                   | Oskar Lindberg        | Schweden         | 2:20:15            | 3:32:35            | 4:07:44  |
| 9    | 11 | 11                   | Enrico Colli          | Italien          | 1:49:50            | 3:30.53            | 4:10:50  |
| 10   | 40 | 30                   | Giuseppe Ghedina      | Italien          | 2:04:00            | 3:46:56            | 4:27:48  |
| 11   | 41 | 31                   | Vincenzo Colli        | Italien          | 2:11:00            | 3:51:59            | 4:31:34  |
| 12   | 24 | 19                   | Štěpán Hevák          | Tschechoslowakei | 2:20:40            | 4:04:04            | 4:44:58  |
| 13   | 6  | 6                    | Benigno Ferrera       | Italien          | 2:13:20            | 4:02:54            | 4:45:29  |
| 14   | 28 | 22                   | Anton Gottstein       | Tschechoslowakei | 2:18:30            | 4:05:55            | 4:45:48  |
| 15   | 18 | 15                   | Édouard Pouteil-Noble | Frankreich       | 2:17:10            | 4:09:53            | 4:58:27  |
| 16   | 34 | 26                   | Auguste Perrin        | Frankreich       | 2:22:30            | 4:19:54            | 5:04:16  |
| 17   | 19 | 16                   | Josef Německý         | Tschechoslowakei | 2:28:00            | 4:20:10            | 5:05:06  |
| 18   | 35 | 27                   | Camille Médy          | Frankreich       | 2:22:20            | 4:21:14            | 5:10:44  |
| 19   | 16 | 14                   | Oldřich Kolář         | Tschechoslowakei | 2:31:30            | 4:32:02            | 5:18:14  |
| 20   | 15 | 13                   | Ferenc Németh         | Ungarn           | 2:51:30            | 5:15:05            | 6:16:32  |
| 21   | 30 | 24                   | Szczepan Witkowski    | Polen            | 2:40:40            | 5:20:55            | 6:25:58  |
|      | 12 | 12                   | Per-Erik Hedlund      | Schweden         | 1:51:00            | –                  | DNF      |
| 27   | 21 | Tapani Niku          | Finnland              | 1:53:20          | –                  | DNF                |          |
| 1    | 1  | André Blusset        | Frankreich            | 2:11:00          | –                  | DNF                |          |
| 43   | 33 | Erkki Kämäräinen     | Finnland              | 2:16:30          | –                  | DNF                |          |
| 31   | 25 | Simon Julen          | Schweiz               | 2:02:40          | –                  | DNF                |          |
| 20   | 17 | Dušan Zinaja         | Jugoslawien           | 4.00:00          | –                  | DNF                |          |
| 2    | 2  | Roberts Plūme        | Lettland              | –                | –                  | DNF                |          |
| 3    | 3  | Anton Collin         | Finnland              | –                | –                  | DNF                |          |
| 5    | 5  | Mirko Pandaković     | Jugoslawien           | –                | –                  | DNF                |          |
| 7    | 7  | Hans Hermann         | Schweiz               | –                | –                  | DNF                |          |
| 25   | 20 | Zdenko Švigelj       | Jugoslawien           | –                | –                  | DNF                |          |
| 38   | 29 | Alfred Aufdenblatten | Schweiz               | –                | –                  | DNF                |          |
|      | 13 | –                    | Chris Mackintosh      | Großbritannien   | –                  | –                  | DNS      |
| 14   | –  | Guy Clarkson         | Großbritannien        | –                | –                  | DNS                |          |
| 17   | –  | Sigurd Overby        | Vereinigte Staaten    | –                | –                  | DNS                |          |
| 21   | –  | Milivoj Benkovič     | Jugoslawien           | –                | –                  | DNS                |          |
| 22   | –  | Allan Currie         | Großbritannien        | –                | –                  | DNS                |          |
| 26   | –  | Alfons Julen         | Schweiz               | –                | –                  | DNS                |          |
| 32   | –  | Ragnar Omtvedt       | Vereinigte Staaten    | –                | –                  | DNS                |          |
| 33   | –  | Anders Haugen        | Vereinigte Staaten    | –                | –                  | DNS                |          |
| 36   | –  | Ernest Appleyard     | Großbritannien        | –                | –                  | DNS                |          |
| 39   | –  | John Carleton        | Vereinigte Staaten    | –                | –                  | DNS                |          |